# Cacique antarctique
Zanclorhynchus spinifer
Espèce
Le cacique antarctique (Zanclorhynchus spinifer) est une espèce de poissons de la famille des Congiopodidae.

## Nomenclature
Ce poisson a été décrit et nommé en 1880 par l'ichtyologiste britannique Albert Günther à partir d'un échantillon pêché aux îles Kerguelen en 1874 par l'expédition du Challenger. Cet holotype est conservé au Musée d'histoire naturelle de Londres.
Le genre, également créé par Günther, est construit à partir du mot grec rhynchos (ῥὐγχος) qui désigne un bec ou un groin. Zanclorhynchus signifie donc "museau de zancle" car la bouche protractile de ce poisson ressemble à celle du zancle, poisson tropical souvent mieux connu sous le nom d'« idole des Maures ». L'épithète spécifique "spinifer" est le mot latin pour "épineux".
Quatre sous-espèces ont été identifiées :
- Z. s. spinifer
- Z. s. armatus
- Z. s. macquariensis
- Z. s. heracleus

Les caciques, tous "coiffés" d'une nageoire dorsale remarquable, sont les poissons de la famille  des Congiopodidae. « Cacique » est utilisé comme nom normalisé par les hispanophones et les francophones. À l’origine il s’agit de l'appellation vernaculaire péruvienne de Congiopodus peruvianus. Celle-ci a été étendue à tous les représentants de sa famille.  Quant au cacique "antarctique", il est en réalité subantarctique.

## Description
La coloration, dans les dominantes beiges, fluctue de l'ocre au brun avec des bandes verticales plus sombres.
La longueur totale des poissons adultes varie en général de 15 à 29 cm avec une moyenne d'une vingtaine de centimètres. Les plus grands spécimens ont été exceptionnellement mesurés jusqu'à 40 cm.
L'ensemble du corps comporte de nombreuses épines. Les plus grandes forment les rayons de la nageoire dorsale qui se déploie en éventail. D'autres épines très fortes se trouvent autour de l'œil, sur le haut de l'opercule et au-dessus des  nageoires pectorales. Les plus nombreuses émergent à la base de chaque écaille et donnent un aspect granuleux à la surface de la peau.
La bouche, d'aspect tubulaire, se projette en avant de manière bien différenciée.

## Comportement
Zanclorhynchus spinifer est un prédateur de petits invertébrés benthiques : crustacés amphipodes, isopodes ou copépodes, mollusques, annélides, échinodermes. Il a été observé se déplaçant sur le fond en appui sur ses nageoires pectorales et pelviennes à la manière d'un quadrupède.
Il est la proie d'oiseaux plongeurs. Cela a été attesté pour le manchot papou et le cormoran de Crozet.  Ce poisson a également été identifié comme constituant principal du régime alimentaire de lions de mer de Nouvelle-Zélande à l'île Macquarie.

## Répartition
La distribution géographique de Zanclorhynchus spinifer est limitée aux bordures littorales et hauts-fonds proches des îles subantarctiques de l'océan Indien (îles du Prince-Édouard, archipel Crozet, îles Kerguelen, îles Heard-et-MacDonald) ainsi que de l'île Macquarie dans l'océan Pacifique.
L'espèce peut être rencontrée de 5 m à 400 m de profondeur, voire jusqu'à 1 000 m, mais très généralement elle vit sur des fonds inférieurs à 200 m.
C'est un poisson abondant dans son aire de présence, notamment sur les plateaux de Kerguelen et de Crozet.
Les juvéniles sont pélagiques ; les adultes sont démersaux, ils se tiennent près du fond.

## Pêche
Le cacique antarctique n'est pas consommé par les humains. Son caractère très épineux est rédhibitoire. Il constitue même un danger pour les pêcheurs lorsqu'il est pris dans un chalut car ses épines transpercent facilement les bottes et les gants. Il émet un petit bruit quand on le touche.

## Philatélie
Les Terres australes et antarctiques françaises ont émis à plusieurs reprises des timbres représentant le cacique antarctique :
- en 1972, valeur faciale de 135 F, gravé par Claude Haley[9] ;
- en 2019, valeur faciale de 1,70 €, gravé par André Lavergne[10].